# ATP Challenger Orléans
Das ATP Challenger Orléans (offizieller Name: Open d’Orléans) ist ein seit 2005 jährlich stattfindendes Tennisturnier in Orléans. Es ist Teil der ATP Challenger Tour und wird in der Halle auf Hartplatz ausgetragen. Nicolas Mahut ist mit zwei Titeln im Einzel sowie einem Titel im Doppel Rekordsieger des Turniers.

## Liste der Sieger

### Einzel
| Jahr | Sieger                | Finalgegner       | Ergebnis        |
| ---- | --------------------- | ----------------- | --------------- |
| 2024 | Jacob Fearnley        | Harold Mayot      | 6:3, 7:65       |
| 2023 | Tomáš Macháč          | Jack Draper       | 6:4, 4:6, 6:3   |
| 2022 | Grégoire Barrère      | Quentin Halys     | 4:6, 6:3, 6:4   |
| 2021 | Henri Laaksonen       | Dennis Novak      | 6:1, 2:6, 6:2   |
| 2020 | abgesagt              | abgesagt          | abgesagt        |
| 2019 | Mikael Ymer           | Grégoire Barrère  | 6:3, 7:5        |
| 2018 | Aljaž Bedene          | Antoine Hoang     | 4:6, 6:1, 7:66  |
| 2017 | Norbert Gombos        | Julien Benneteau  | 6:3, 5:7, 6:2   |
| 2016 | Pierre-Hugues Herbert | Norbert Gombos    | 7:5, 4:6, 6:3   |
| 2015 | Jan-Lennard Struff    | Jerzy Janowicz    | 5:7, 6:4, 6:3   |
| 2014 | Serhij Stachowskyj    | Thomaz Bellucci   | 6:2, 7:5        |
| 2013 | Radek Štěpánek        | Leonardo Mayer    | 6:3, 6:4        |
| 2012 | David Goffin          | Ruben Bemelmans   | 6:4, 3:6, 6:3   |
| 2011 | Michaël Llodra        | Arnaud Clément    | 7:5, 6:1        |
| 2010 | Nicolas Mahut (2)     | Grigor Dimitrow   | 2:6, 7:66, 7:64 |
| 2009 | Xavier Malisse        | Stéphane Robert   | 6:1, 6:2        |
| 2008 | Nicolas Mahut (1)     | Christophe Rochus | 5:7, 6:1, 7:62  |
| 2007 | Olivier Rochus (2)    | Nicolas Mahut     | 6:4, 6:4        |
| 2006 | Olivier Rochus (1)    | Michaël Llodra    | 7:60, 7:66      |
| 2005 | Cyril Saulnier        | Nicolas Mahut     | 6:3, 6:4        |

### Doppel
| Jahr | Sieger                                         | Finalgegner                           | Ergebnis           |
| ---- | ---------------------------------------------- | ------------------------------------- | ------------------ |
| 2024 | Benjamin Bonzi Sascha Gueymard Wayenburg       | Manuel Guinard Grégoire Jacq          | 7:67, 4:6, [10:5]  |
| 2023 | Constantin Frantzen Hendrik Jebens             | Henry Patten John-Patrick Smith       | 7:65, 7:612        |
| 2022 | Nicolas Mahut (2) Édouard Roger-Vasselin       | Michaël Geerts Skander Mansouri       | 6:2, 6:4           |
| 2021 | Pierre-Hugues Herbert (3) Albano Olivetti      | Antoine Hoang Kyrian Jacquet          | 6:2, 2:6, [11:9]   |
| 2020 | abgesagt                                       | abgesagt                              | abgesagt           |
| 2019 | Romain Arneodo Hugo Nys                        | Hans Podlipnik-Castillo Sam Weissborn | 6:75, 6:3, [10:1]  |
| 2018 | Luke Bambridge Jonny O’Mara                    | Yannick Maden Sam Weissborn           | 6:2, 6:4           |
| 2017 | Andrés Molteni Guillermo Durán                 | Jonathan Eysseric Tristan Lamasine    | 6:3, 6:74, [13:11] |
| 2016 | Nikola Mektić Franko Škugor                    | Ariel Behar Andrej Wassileuski        | 6:2, 7:5           |
| 2015 | Tristan Lamasine Fabrice Martin                | Ken Skupski Neal Skupski              | 6:4, 7:62          |
| 2014 | Thomaz Bellucci André Sá                       | Andreas Siljeström Jamie Cerretani    | 5:7, 6:4, [10:8]   |
| 2013 | Illja Martschenko Serhij Stachowskyj (2)       | Ričardas Berankis Franko Škugor       | 7:5, 6:3           |
| 2012 | Lukáš Dlouhý Gilles Müller                     | Xavier Malisse Ken Skupski            | 6:2, 6:75, [10:7]  |
| 2011 | Pierre-Hugues Herbert (2) Nicolas Renavand (2) | David Škoch Simone Vagnozzi           | 7:5, 6:3           |
| 2010 | Pierre-Hugues Herbert (1) Nicolas Renavand (1) | Sébastien Grosjean Nicolas Mahut      | 7:63, 1:6, [10:6]  |
| 2009 | Colin Fleming Ken Skupski                      | Sébastien Grosjean Olivier Patience   | 6:1, 6:1           |
| 2008 | Serhij Stachowskyj (1) Lovro Zovko             | Jean-Claude Scherrer Igor Zelenay     | 7:67, 6:4          |
| 2007 | Jamie Cerretani Frank Moser                    | Tomasz Bednarek Michał Przysiężny     | 6:1, 7:62          |
| 2006 | Grégory Carraz Dick Norman                     | Jérôme Haehnel Jean-René Lisnard      | 7:66, 6:1          |
| 2005 | Julien Benneteau Nicolas Mahut (1)             | Grégory Carraz Antony Dupuis          | 3:6, 6:4, 6:2      |